# آلکساندر میندادزه
آلکساندر آناتولویچ میندادزه (روسی: Алекса́ндр Анато́льевич Минда́дзе؛ زادهٔ ۲۸ آوریل ۱۹۴۹) فیلم‌نامه‌نویس، و کارگردان فیلم گرجی‌تبار اهل روسیه است.
وی همچنین برندهٔ جوایزی همچون جایزه نیکا، جایزه دولتی برادران واسیلیف، و جایزه دولتی اتحاد شوروی شده‌است.
فیلم‌نامهٔ خدمتکار (۱۹۸۹) از جمله آثار میندادزه است. همچنین فیلم شنبه بی‌گناه (Innocent Saturday یا V subbotu، محصول ۲۰۱۱) و هانس عزیز و دوست‌داشتنی من (Milyy Khans, dorogoy Pyotr، محصول ۲۰۱۵) به کارگردانی و نوشتهٔ او است.
میندادزه نوعی فراواقع‌گرایی سوسیالیستی را در پیش گرفت و در آثار خود فضایل از رسم افتادهٔ قهرمانی، وظیفه و شرف را، درجامعه‌ای که دیگر ارزشی برای آنها قابل نبود مورد ستایش قرار داده‌است.